# Henry Cavill
Henry William Dalgliesh Cavill, född 5 maj 1983 i Saint Saviour på Jersey, är en brittisk skådespelare.

## Biografi
Henry Cavill föddes 1983 som nummer fyra i en syskonskara på fem. Hans mor var sekreterare på en bank och hans far var aktiemäklare. Under gymnasietiden spelade han både bandy och rugby men även teater. Han spelade en T-Bird i en produktion av Grease.
Cavills första roll var i Laguna (2001) och TV-filmen Goodbye, Mr. Chips (2002). Han gjorde även ett avsnitt i Kommissarie Lynley (2002) och Morden i Midsomer (2003). Han medverkade sen i filmerna Greven av Monte Cristo (2002), I Capture the Castle (2003), Hellraiser: Hellwood (2005), Red Riding Hood (2006), Tristan & Isolde (2006) och Stardust (2007).
Hans genombrott kom med rollen som Charles Brandon i den historiska tv-serien The Tudors (2007–2010). Serien blev en kommersiell framgång och prisbelönt. Den gav också Cavill en karriärskjuts. 2004 skulle han spela Stålmannen i en kommande film, men när projektet lämnades över till regissören Bryan Singer anställde han istället Brandon Routh i det som blev Superman Returns (2006). Cavill var också påtänkt för rollen som Cedric Diggory i Harry Potter och den flammande bägaren (2005), men rollen gick till Robert Pattinson. Även i Twilight-sagan, ville författaren Stephanie Meyer att Cavill skulle få huvudrollen som Edward Cullen. Även den rollen förlorade han till Robert Pattinson. Han snubblade också på mållinjen för att bli James Bond i Casino Royale (2006), men rollen gick till Daniel Craig.
Istället fick han en roll i Woody Allens Whatever Works (2009) och fick en huvudroll i Immortals (2011). Han spelade också mot Bruce Willis i The Cold Light of Day (2012). Han fick sedan rollen som Stålmannen i Zack Snyders Man of Steel (2013). Filmen blev framgångsrik och Cavill hyllades för sin insats. Rollen blev hans stora internationella genombrott. Han repriserade rollen i Batman v Superman: Dawn of Justice (2016) som även den blev en finansiell succé men av kritikerna blev den brutalt sågad. Däremellan gjorde han nyinspelningen av The Man from U.N.C.L.E. (2015). Han återvände sen till rollen som Stålmannen i Justice League (2017) som inte blev den succé som förväntades men fick något bättre recensioner än föregångaren.
Cavill syntes sen i Mission Impossible – Fallout (2018) för att sedan gestalta Geralt av Rivia i Netflix-serien The Witcher (2019–2023). Han porträtterade Sherlock Holmes i Enola Holmes (2020) och i Enola Holmes 2 (2022) för att sedan återvända som Stålmannen i cameos i Black Adam (2022) och The Flash (2023). Det blev hans sista framträdande som Stålmannen då det planeras en reboot till 2025.

## Privatliv
Cavill är bosatt i South Kensington i London. Han var mellan 2011 och 2012 förlovad med ryttaren Ellen Whitaker. Sedan 2021 har han en relation med TV-producenten Natalie Viscuso som han under 2024 väntar sitt första barn med.
Han kallar sig själv för en gamer och har Total War som sitt favoritspel.

## Filmografi

### Film
| År   | Titel                                 | Roll                    | Notering |
| ---- | ------------------------------------- | ----------------------- | -------- |
| 2001 | Laguna                                | Thomas Aprea            |          |
| 2002 | Goodbye, Mr. Chips                    | Colley                  | TV-film  |
| 2002 | Greven av Monte Cristo                | Albert Mondego          |          |
| 2003 | I Capture the Castle                  | Stephen Colley          |          |
| 2005 | Hellraiser: Hellworld                 | Mike                    |          |
| 2006 | Tristan & Isolde                      | Melon                   |          |
| 2006 | Red Riding Hood                       | The Hunter              |          |
| 2007 | Stardust                              | Humphrey                |          |
| 2009 | Whatever Works                        | Randy Lee James         |          |
| 2009 | Blood Creek                           | Evan Marshall           |          |
| 2011 | Immortals                             | Theseus                 |          |
| 2012 | The Cold Light of Day                 | Will Shaw               |          |
| 2013 | Man of Steel                          | Clark Kent / Stålmannen |          |
| 2015 | The Man from U.N.C.L.E.               | Napoleon Solo           |          |
| 2016 | Batman v Superman: Dawn of Justice    | Clark Kent / Stålmannen |          |
| 2017 | Sand Castle                           | Kapten Syverson         |          |
| 2017 | Justice League                        | Clark Kent / Stålmannen |          |
| 2018 | Mission Impossible – Fallout          | August Walker           |          |
| 2018 | Night Hunter                          | Marshall                |          |
| 2020 | Enola Holmes                          | Sherlock Holmes         |          |
| 2021 | Zack Snyder's Justice League          | Clark Kent / Stålmannen |          |
| 2022 | Black Adam                            | Clark Kent / Stålmannen | Cameo    |
| 2022 | Enola Holmes 2                        | Sherlock Holmes         |          |
| 2023 | The Flash                             | Clark Kent / Stålmannen | Cameo    |
| 2024 | Argylle                               | Aubrey Argylle          |          |
| 2024 | The Ministry of Ungentlemanly Warfare | Gus March-Phillips      |          |
| 2025 | In the Grey                           |                         | Kommande |

### TV
| År        | Titel              | Roll            | Notering                           |
| --------- | ------------------ | --------------- | ---------------------------------- |
| 2002      | Kommissarie Lynley | Chas Quilter    | Avsnitt: "Well Schooled in Murder" |
| 2003      | Morden i Midsomer  | Simon Mayfield  | Avsnitt: "The Green Man"           |
| 2007-2010 | The Tudors         | Charles Brandon | 38 avsnitt                         |
| 2019-2023 | The Witcher        | Geralt av Rivia | 24 avsnitt                         |